# Marc'Antonio Pasqualini
Marco Antonio Pasqualini (pseudonym Malagig, 25. dubna 1614, Řím – 2. července 1691, Řím) byl italský operní zpěvák kastrát z období baroka. Byl popsán jako „vedoucí mužský soprán své doby“. Pasqualini zpíval v Sixtinské kapli v roce 1630. Byl také skladatelem, napsal více než 250 árií a kantát.
Přesto, že byl historiky určen jako soprán, Pasqualiniho hlasový rozsah byl mezzosoprán.

## Patroni
V letech 1631 a 1632 byl Pasqualini protagonistou mnoha oper uváděných v Palazzo Barberini a v "Teatro delle Quattro Fontane ( Divadlo čtyř fontán) "v Římě. Těšil se velkorysé podpoře svých mecenášů, rodiny Barberini papeže Urbana VIII., kteří byli nadšenými příznivci rané opery.
Říká se, že Pasqualini udržoval homosexuální vztah s jedním ze svých patronů, kardinálem Antoniem Barberini. Svědectví současníků nenechává nikoho na pochybách, že „opravdová vášeň“, kterou kardinál k Marcovi cítil, se netýkala jen Pasqualinova krásného hlasu.